# Архиепископ охридски и македонски Стефан
Архиепископ охридски и македонски Стефан (световно: Стојан Вељановски; Добрушево, 1. мај 1955) јесте први канонски признати архиепископ охридски и македонски и поглавар Македонске православне цркве — Охридске архиепископије. Његова почасна и литургијска титула гласи: митрополит скопски и архиепископ охридски и македонски.
У периоду 1999—2022. године био је пети поглавар самопроглашене, расколничке и канонски непризнате „Македонске православне цркве”. Маја 2022. године, МПЦ—ОА под његовим вођством се враћа под јурисдикцију СПЦ, а Васељенска патријаршија признаје његову јерархију. Касније истог месеца, Свети архијерејски сабор Српске православне цркве једногласно је донео одлуку да се призна аутокефалност Македонске православне цркве — Охридске архиепископије што је званично потврђено томосом који је патријарх српски Порфирије уручио архиепископу Стефану 5. јуна 2022. године те је тако архиепископ Стефан званично признат као поглавар те цркве.
Школовао се у Београду и говори течно македонски, српски језик и грчки језик.

## Животопис
Године 1969. се уписао на православну богословију „Св. Климент Охридски“ у Скопљу коју је завршио 1974. године. Те године се уписује на Православно-богословски факултет Универзитета у Београду на којем дипломира пет година доцније. Када се вратио, приступио је расколничкој и канонски непризнатој „Македонској православној цркви” и бива постављен као учитељ на православној богословији „Св. Климент Охридски“. Године 1980. уписује постдипломске студије на католичком Институту „Свети Никола“ у италијанском Барију у којем се специјализовао за патријаршијске и византијске студије. Две године касније је дипломирао. Постао је такође и стални професор на Православно-богословском факултету „Св. Климент Охридски“ у Скопљу.
Дана 3. јула 1986. год. се замонашио у манастиру „Свети Наум“, а девет дана касније је био постављен за митрополита струмичког, а затим као поглавар епархије брегалничке. У међувремену је постао декан ПБФ у Скопљу, портпарол Архијеријског синода, уредник црквеног часописа Црковен Живот, и главни секретар архиепископије.
У октобру 1999. године је постављен за поглавара расколничке и канонски непризнате „Македонске православне цркве”.

### Помирење и враћање под СПЦ
Маја 2022. године, расколничка МПЦ се враћа под окриље Српске православне цркве као „Македонска православна црква — Охридска архиепископија”. СПЦ и Васељенска патријаршија су признале његову јерархију као архиепископа Српске православне цркве МПЦ—ОА.
Дана 19. маја 2022. године, патријарх српски Порфирије и архиепископ Стефан су служили „литургију помирења” у Саборноме храму Светога Саве у Београду. Патријарх Порфирије је дочекао архиепископа Стефана и свештенство МПЦ—ОА речима:
„Како звоне звона Светосавског храма, тако и наша срца бију од радости због овог благословеног дана. Добродошли драга браћо! Добродошао брате архиепископе Стефане и владике. Добродошли у заједницу љубави, ви и сав Ваш богољубиви народ. Браћа смо и само браћа!”

### Аутокефалност МПЦ—ОА
Дана 24. маја 2022. године, патријарх српски Порфирије саопштио је да је Српска православна црква одобрила аутокефалност Македонској православној цркви — Охридској архиепископији. Истакао је да је Сабор СПЦ једногласно донео одуку да благосиља захтев МПЦ—ОА за аутокефалност. Томос о признању аутокефалности МПЦ—ОА патријарх српски Порфирије уручио је архиепископу Стефану 5. јуна 2022. године чиме је и званично потврђена одлука Сабора СПЦ о канонском признању аутокефалности МПЦ—ОА. Том приликом, архиепископ Стефан је рекао следеће:
„Данас је стигла и највећа радост, јер оно што смо се одавно договарали, оно што је наш Синод [Синод МПЦ—ОА] тражио, а ваш Свети архијерејски сабор [Сабор СПЦ] једногласно прихватио — потписали сте томос и потврдили реалност, а то је аутокефалност Охридске архиепископије МПЦ.”

## Галерија
- Архиепископ Стефан и патријарх српски Порфирије, 19. мај 2022.
- Архиепископ Стефан и патријарх српски Порфирије, 19. мај 2022, након литургије помирења у храму Светог Саве у Београду.